# Saprosma elegans
Saprosma elegans är en måreväxtart som först beskrevs av Pieter Willem Korthals, och fick sitt nu gällande namn av Aaron Paul Davis. Saprosma elegans ingår i släktet Saprosma och familjen måreväxter. Inga underarter finns listade i Catalogue of Life.